# Boelgar (historisch)
Boelgar, Boelghar, Bulghar of Bulgar was de, onderbroken, hoofdstad van de Middeleeuwse staat Wolga-Bulgarije tussen de achtste en de vijftiende eeuw na Christus. De stad was gesitueerd aan de oevers van de Wolga. In 2014 werd Boelgar op de Werelderfgoedlijst van de UNESCO geplaatst. Ten westen van de oude stad ligt een de huidige, kleinere stad die sinds 1991 Bolgar heet.
De stad moet al sinds de 8e eeuw de hoofdstad zijn geweest van Wolga-Bulgarije. Door Russische aanvallen zagen de koningen zich echter regelmatig genoodzaakt om de hoofdstad te verplaatsen naar Bilyar. Na verwoesting van Bilyar door de Mongolen werd Boelgar het centrum van een provincie binnen het rijk van de Gouden Horde. In deze periode vergaarde de stad grote rijkdom en vertienvoudigde zij in oppervlakte.
In de 14e eeuw zette het verval van de stad in. In 1361 werd Boelgar geplunderd door Bulaq-Temir. De dreigingen tijdens de oorlog met Timoer Lenk (1389–1395) en de plundering door Russische piraten versterkten de neerwaartse spiraal. In 1431 werd de stad verwoest door Vasili II van Moskou.
Boelgar bleef tot het midden van de 16e eeuw nog wel een islamitisch centrum, totdat het Kanaat Kazan door tsaar Ivan IV werd ingelijfd bij Rusland. Het stadsgebied werd door Russische kolonisten bewoond. Tsaar Peter de Grote vaardigde een wet uit om de ruïnes te beschermen, waarschijnlijk de eerste Russische wet voor de bescherming van historisch erfgoed.
Tijdens de periode dat Boelgar deel uitmaakte van de Sovjet-Unie, waren de ruïnes het centrum van een lokale islamitische beweging De kleine Hadj: moslims die in de Sovjet-Unie woonden, konden niet meedoen aan de jaarlijkse hadj in Mekka en gingen in plaats daarvan naar Boelgar.
De Tataren noemen de oude stad Shahri Boelgar (Tataars: Шәһри Болгар), oftewel De stad Boelgar. Zij beschouwen de stad als onderdeel van hun cultureel erfgoed omdat Wolga-Bulgarije door hen als een voorganger wordt gezien van het Kanaat Kazan, dat op zijn beurt weer culturele verbanden heeft met de huidige autonome republiek Tatarije. Boelgar is voor de Tataren hun voormalige en religieuze hoofdstad, en een voorbeeld van het Bulgaarse leven vóór de inval van de Mongolen.